# Karvasaaret (ö i Viitasaari)
Karvasaaret är en liten halvö i Finland. Den ligger i sjön Muuruejärvi och i kommunen Viitasaari i den ekonomiska regionen  Saarijärvi-Viitasaari och landskapet Mellersta Finland, i den centrala delen av landet, 300 km norr om huvudstaden Helsingfors. Notera att namnet antyder att det är fråga om flera öar.